# 那須町立那須中学校
那須町立那須中学校（なすちょうりつ なすちゅうがっこう）は、栃木県那須郡那須町高久丙にある公立中学校。

## 概要
2015年4月に那須町の2中学校（那須〈旧〉・高久）が統合し、新生の那須中学校として開校した。
校歌「未来輝く」増渕恵子作詞・作曲

## 沿革

### 那須中学校（旧）
- 1947年（昭和22年）4月1日 - 那須村立広谷地中学校那須湯本分校として開設、校舎は湯本小学校の教室を借用
- 1949年（昭和24年）4月1日 - 那須村立湯本中学校として独立開校、御用邸兵舎の払い下げを受けて独立校舎設置（湯本206番地）
- 1954年（昭和29年）11月3日 - 町村合併により那須町立湯本中学校に改称
- 1955年（昭和30年）9月1日 - 那須町立那須中学校に改称
- 1957年（昭和32年）12月10日 - 後の那須小学校の場所に新築移転
- 1958年（昭和33年）6月18日 - 自衛隊の協力を得て斜面を整地し校庭整備（昭和34年8月2日完了）
- 1972年（昭和47年）4月1日 - 名目統合により、那須中学校那須分校舎となる
- 1974年（昭和49年）4月1日 - 那須分校舎、広谷地分校舎、大沢分校舎が統合され、那須中学校となり、高久丙の現在地に新築移転
- 2015年（平成27年）3月31日 - 閉校

### 那須中学校（新）
- 2015年
  - 4月1日 - 高久中学校と統合し、那須町立那須中学校（新）として開校[1]。
  - 4月8日 - 開校記念式典

## 通学区域・進学前小学校
那須町立高久小学校、田代友愛小学校、那須高原小学校に属する全地域

## 交通
- JR東北本線 高久駅より約10km